# Torre al carrer de Bonaventura Carreras (Begur)
La Torre al carrer Bonaventura Carreras és una obra de Begur (Baix Empordà) inclosa a l'Inventari del Patrimoni Arquitectònic de Catalunya.

## Descripció
Les restes d'aquesta torre són situades entre dues cases del carrer de Bonaventura Carreras, de manera que des de l'exterior és impossible localitzar-la. Només es pot veure des del terrat d'una d'aquestes cases i més que una torre sembla un dipòsit. Només és visible la part superior, transformada i arrebossada. No conserva els merlets de coronament. Té una petita finestra rectangular, feta amb 4 blocs de pedra ben tallada.

## Història
Les torres de defensa de Begur foren construïdes per defensar-se dels corsaris, gràcies al permís donat als particulars per aixecar aquest tipus de fortificacions.